# Distrito de Renacimiento
El distrito de Renacimiento es una de las divisiones que conforma la provincia de Chiriquí, situado en la República de Panamá. Se encuentra ubicado en el noroeste de Chiriquí, limitando con la República de Costa Rica  (cantón de Coto Brus), por su gran extensión de norte a sur, cuenta con tierras bajas y tierras altas entre los 600 hasta los 2500 m s. n. m.

## Historia
El distrito fue creado el 18 de octubre de 1970, mediante el Decreto de Gabinete 296, a partir de corregimientos segregados del distrito de Barú y Bugaba.

## División político-administrativa
Está conformado por ocho corregimientos:
- Breñón
- Cañas Gordas
- Dominical
- Monte Lirio
- Plaza de Caisán
- Río Sereno
- Santa Cruz
- Santa Clara

## Economía
El distrito de Renacimiento es una de las regiones con mayor producción agrícola de Panamá, destacando la producción de plátano, frijoles, fresas, tomates, pimentón, legumbres, entre otros. Es además, es uno de los mayores productores de café de Panamá, junto con sus hermanos distritos de Tierras Altas y Boquete, en los que destaca el café tradicional, café especial como el Geisha. 

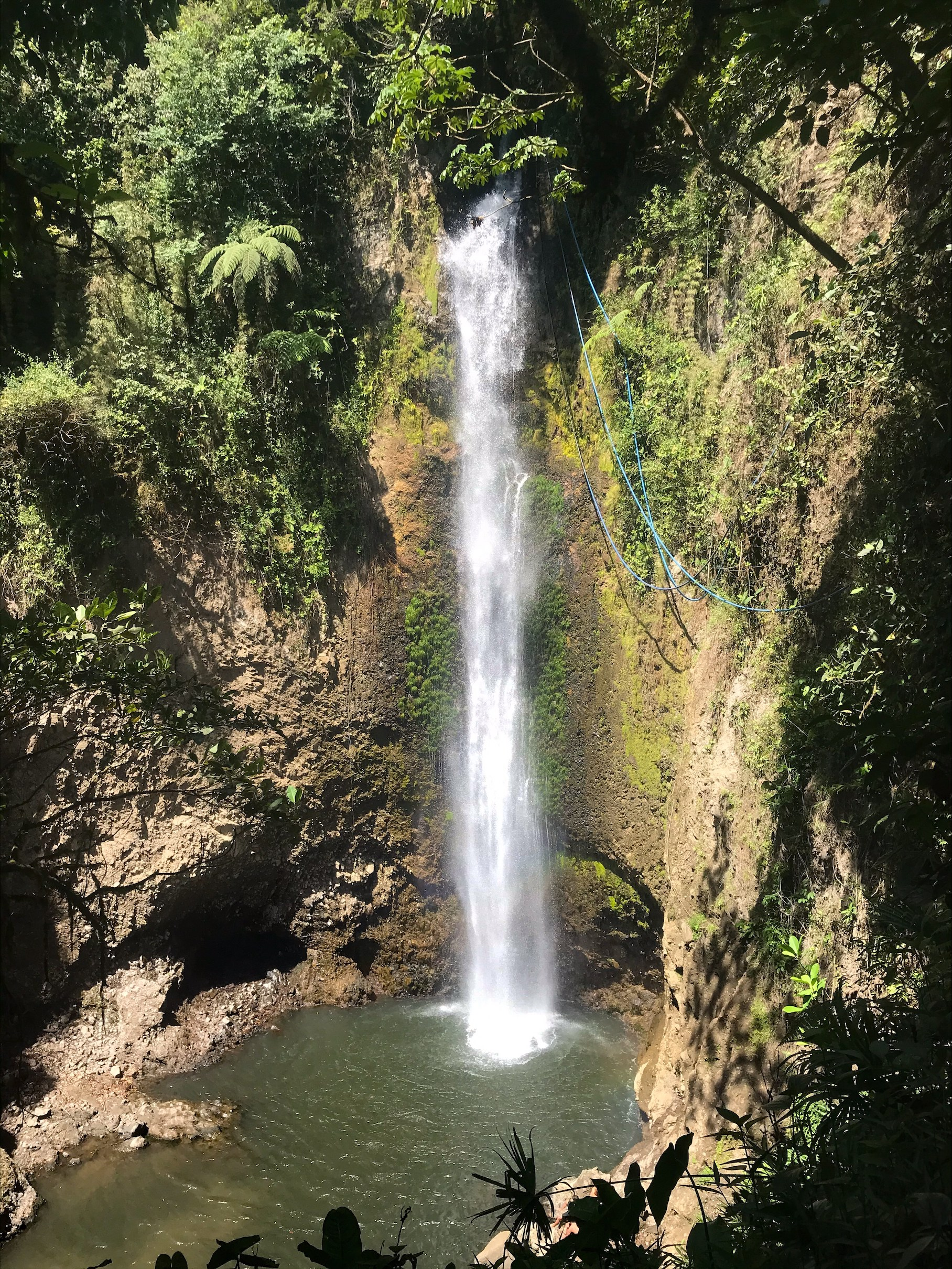
Cascada Mosquito, Río Sereno

## Turismo
Renacimiento a pesar de contar con un gran potencial turístico por su gran cantidad de recursos naturales, es una de las zonas menos explotadas turísticamente en la región, sin embargo, en los últimos años ha tenido un crecimiento en este sector debido a la apertura de fincas agro turísticas, así como la visita a montañas, ríos, cascadas, fincas cafetaleras, visitas a la frontera tico-panameña.

### Sitios de interés

#### Lago de Río Sereno
Masa de agua dulce ubicada en Río Sereno, con un área de 70,000 m2, en este lugar se pueden realizar actividades al aire libre como la pesca, destaca su peculiar forma que se asemeja al istmo de Panamá.

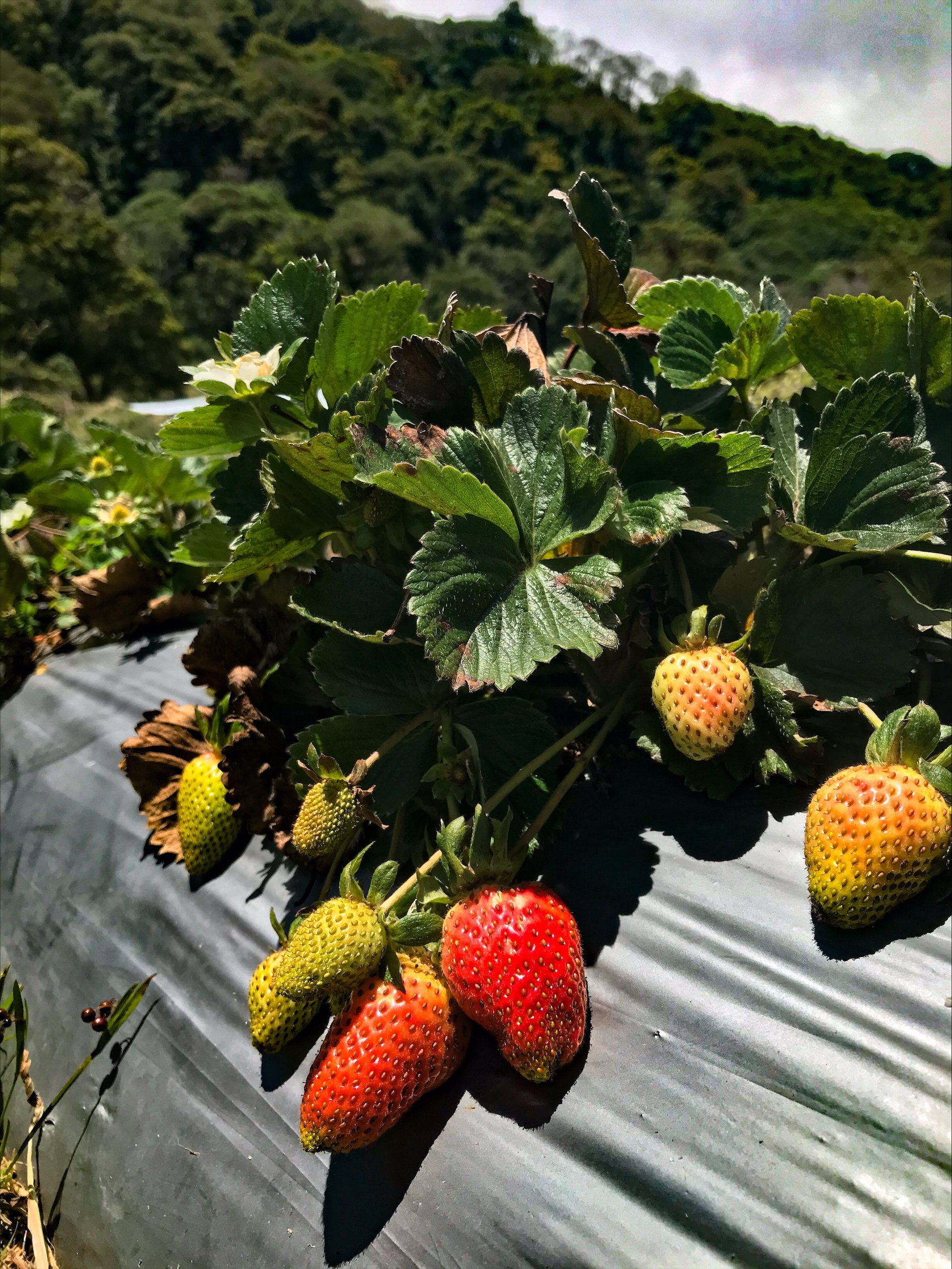
Cultivos de fresa en Jurutungo

#### Santa Clara
El corregimiento de Santa Clara, gracias a su alta producción de café de altura, así como el cultivo de una gran cantidad de productos agrícolas, cuenta con fincas agro turísticas donde se realizan actividades, como avistamiento de aves, pesca, observación de la producción de café, senderismo, entre otras actividades. este corregimiento cuenta con vistas panorámicas hacia la cordillera de Talamanca y el volcán Barú, paisajes que atraen a nacionales y extranjeros.

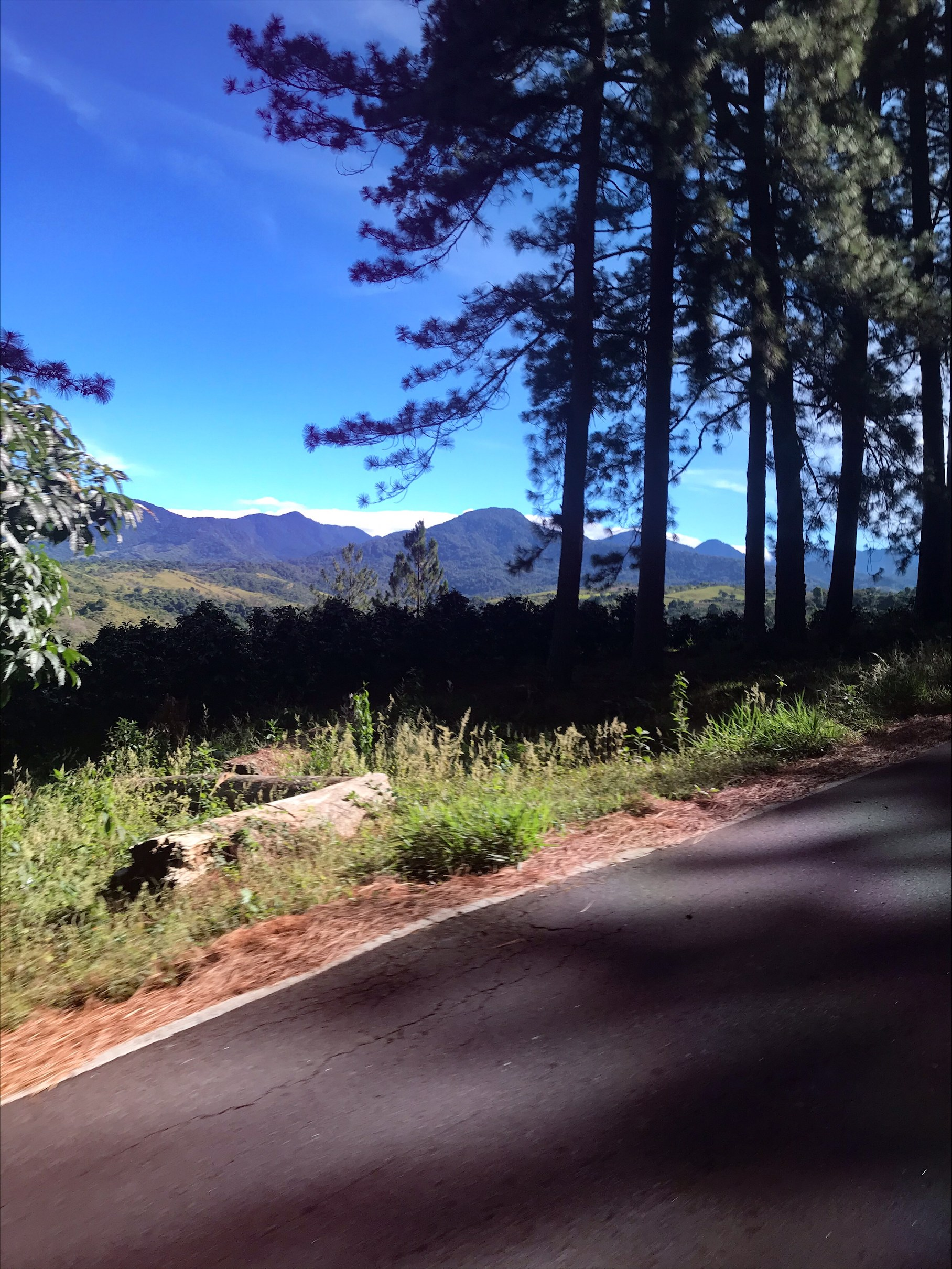
Panorámica de Santa Clara

#### Jurutungo
Región montañosa ubicada a los 2000 mnsm, perteneciente al corregimiento de Río Sereno, con un clima frío que atrae a propios y extraños, quienes disfrutan de los increíbles paisajes en las estribaciones de la cordillera de Talamanca, donde es posible avistar al mítico quetzal, observar árboles milenarios y una gran cantidad de plantas endémicas, visitar fincas de producción de fresas, legumbres, café, así como disfrutar del bajareque y el frío de los arroyos que recorren el lugar.

#### Parque Internacional la Amistad (PILA)
Parque natural entre Panamá y Costa Rica, declarado Patrimonio de la Humanidad por la Unesco, predomina el bosque nuboso, donde se puede observar exuberantes plantas, y la existencia de especies animales como el quetzal, mamíferos de gran tamaño como el jaguar y el tapir.

## Geografía

### Límites
- Norte: Provincia de Bocas Del Toro
- Sur: Distrito de Barú
- Este: Distrito de Bugaba y Distrito de Tierras Altas
- Oeste: República de Costa Rica

### Latitud
8.7166667° Norte, Longitud. -82.7666667°Oeste.

### Superficie
529 km²

### Altura

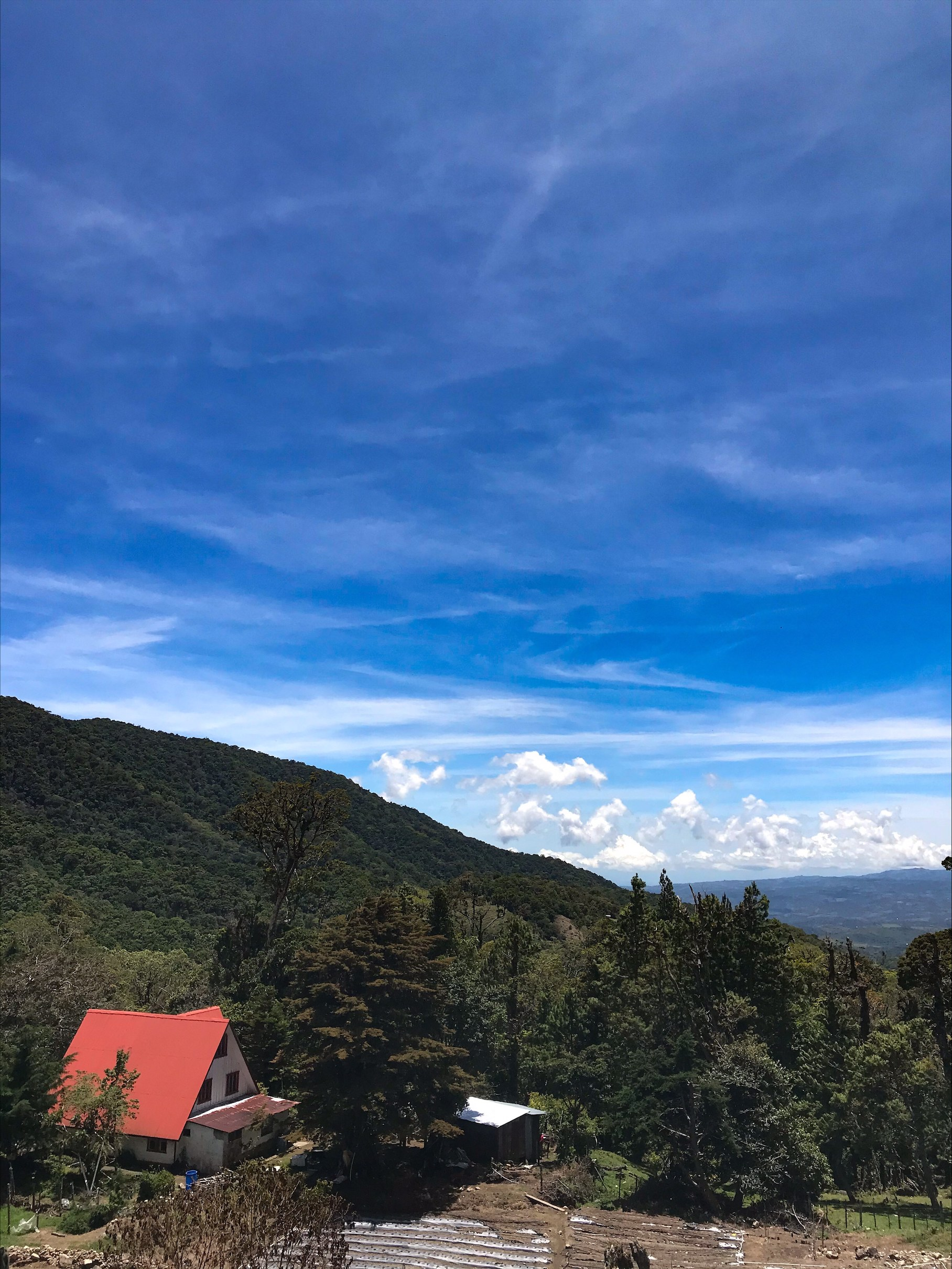
Jurutungo

- JurutungoEsta entre los 600 y los 2,500 metros aproximadamente.

### Clima
- Tropical muy húmedo
- Templado Húmedo de altura
- Y a lo largo de toda la Cordillera Central predomina el clima Templado muy Húmedo de altura.

### Temperatura promedio
- Mínima: 12 °C
- Máxima: 30 °C

La temperatura varía de acuerdo si es diurno o nocturno, altura y estación.

### Hidrografía
- Río Chiriquí Viejo
- Río Candela
- Río Sereno
- Río Chevo
- Río Guisado
- Río Caisán
- Río Caña Blanca
- Río Cotito
- Río Pavón
- Quebrada Grande (San Antonio de Monte Lirio)
- Quebrada de Las Vueltas
- Lago Río Sereno

## Demografía
El distrito tiene una población de 20, 726 personas, 11, 427 hombres y 9, 299 mujeres.
Datos por corregimiento:
| Corregimiento | Viviendas | Personas | Hombres | Mujeres |
| ------------- | --------- | -------- | ------- | ------- |
| RÍO SERENO    | 1,776     | 5,463    | 2,862   | 2,601   |
| BREÑÓN        | 256       | 755      | 395     | 360     |
| CAÑAS GORDAS  | 906       | 3,090    | 1,758   | 1,332   |
| MONTE LIRIO   | 933       | 2,771    | 1,506   | 1,265   |
| PLAZA CAISÁN  | 910       | 2,901    | 1,580   | 1,321   |
| SANTA CRUZ    | 686       | 1,904    | 1,014   | 890     |
| DOMINICAL     | 325       | 998      | 566     | 432     |
| SANTA CLARA   | 918       | 2,642    | 1,459   | 1,183   |